# فيتنام! فيتنام! (فلم)
فيتنام! فيتنام! (بالإنجليزية: Vietnam! Vietnam!) هو فيلم وكالة المعلومات الأمريكية (USIA) عن حرب فيتنام. تم تصوير الفيلم، الذي رواه تشارلتون هيستون، في فيتنام في أكتوبر-ديسمبر 1968 ولكن لم يتم إصداره حتى عام 1971. على الرغم من أن جون فورد، المنتج التنفيذي، ذهب إلى فيتنام، إلا أنه لم يشارك في أعمال الإنتاج هناك. أشرف فورد لاحقًا على التحرير وأعاد كتابة سيناريو الفيلم.
لاحظ بروس هيرشنسون، المنتج، أن الغرض من الفيلم هو توفير «توازن» للرأي الذي كان منتقدو الحرب يقدمونه. نظرًا للوضع السياسي المتغير في فيتنام، مر الفيلم بالعديد من الاقتطاعات والتغييرات في النص على مدى ثلاث سنوات، وعندما تم إصداره أخيرًا، تمكن من الإساءة للجميع تقريبًا. كانت المراجعات النقدية غير مواتية. ترك فرانك شكسبير، مدير وكالة المخابرات الأمريكية، القرار بشأن ما إذا كان سيطلب نسخة من الفيلم لسفارات الولايات المتحدة في الخارج، وفقط القليل منهم فعل ذلك.

## روابط خارجية
- "Vietnam! Vietnam! (1971)". The Internet Movie Database. مؤرشف من الأصل في 2017-02-14. {{استشهاد ويب}}: روابط خارجية في |ناشر= (مساعدة)
- Vietnam! Vietnam! على يوتيوب